# Hôpital central des armées Pierre Mobengo
 (août 2025).
La mise en forme du texte ne suit pas les recommandations de Wikipédia : il faut le « wikifier ».
Les points d'amélioration suivants sont les cas les plus fréquents. Le détail des points à revoir est peut-être précisé sur la page de discussion.
- Les titres sont pré-formatés par le logiciel. Ils ne sont ni en capitales, ni en gras.
- Le texte ne doit pas être écrit en capitales (les noms de famille non plus), ni en gras, ni en italique, ni en « petit »…
- Le gras n'est utilisé que pour surligner le titre de l'article dans l'introduction, une seule fois.
- L'italique est rarement utilisé : mots en langue étrangère, titres d'œuvres, noms de bateaux, etc.
- Les citations ne sont pas en italique mais en corps de texte normal. Elles sont entourées par des guillemets français : « et ».
- Les listes à puces sont à éviter, des paragraphes rédigés étant largement préférés. Les tableaux sont à réserver à la présentation de données structurées (résultats, etc.).
- Les appels de note de bas de page (petits chiffres en exposant, introduits par l'outil «  Source ») sont à placer entre la fin de phrase et le point final[comme ça].
- Les liens internes (vers d'autres articles de Wikipédia) sont à choisir avec parcimonie. Créez des liens vers des articles approfondissant le sujet. Les termes génériques sans rapport avec le sujet sont à éviter, ainsi que les répétitions de liens vers un même terme.
- Les liens externes sont à placer uniquement dans une section « Liens externes », à la fin de l'article. Ces liens sont à choisir avec parcimonie suivant les règles définies. Si un lien sert de source à l'article, son insertion dans le texte est à faire par les notes de bas de page.
- La présentation des références doit suivre les conventions bibliographiques. Il est recommandé d'utiliser les modèles {{Ouvrage}}, {{Chapitre}}, {{Article}}, {{Lien web}} et/ou {{Bibliographie}}. Le mode d'édition visuel peut mettre en forme automatiquement les références.
- Insérer une infobox (cadre d'informations à droite) n'est pas obligatoire pour parachever la mise en page.

Pour une aide détaillée, merci de consulter Aide:Wikification.
Si vous pensez que ces points ont été résolus, vous pouvez retirer ce bandeau et améliorer la mise en forme d'un autre article.
L'Hôpital central des armées Pierre Mobengo est un établissement de santé militaire majeur situé à Brazzaville, en république du Congo. Il occupe une place centrale dans la pyramide des services de soins du ministère de la Défense nationale, assurant la prise en charge médicale des militaires, de leurs familles, ainsi que de la population civile.

## Historique et mission
Fondé il y a plus de 70 ans, cet hôpital a pour mission principale de fournir des soins de santé de qualité aux forces armées et d’offrir des services hospitaliers adaptés aux besoins complexes des militaires et des civils. Il incarne un important centre de soutien sanitaire dans le pays, contribuant aussi bien à la prévention qu’au traitement des affections médicales diverses.

## Infrastructures et équipements
Au fil des années, l’hôpital a connu plusieurs phases de réhabilitation et d'amélioration de ses infrastructures. Depuis la fin 2020, des travaux importants ont été effectués pour rénover les services de triage, urgences, consultations externes, bloc opératoire, réanimation, chirurgie, et salles d’hospitalisation, avec une attention particulière portée à l’environnement hospitalier, afin d’en faire un lieu propre, hygiénique et propice à la guérison.
En avril 2024, l’hôpital a reçu un don substantiel d’équipements médicaux modernes offert par le Président de la République, Chef suprême des armées. Ce lot comprend une ambulance médicalisée, un respirateur artificiel performant, une table chauffante de réanimation pédiatrique et un incubateur moderne, répondant aux normes scientifiques actualisées. Ces équipements renforcent la capacité de l’hôpital à assurer un transport sécurisé des patients, une assistance respiratoire efficace, et une meilleure prise en charge des nouveau-nés prématurés, améliorant ainsi considérablement le pronostic et les soins prodigués.

## Qualité des soins et environnement hospitalier
L’établissement maintient un environnement hospitalier propre, respectant des normes strictes d’hygiène, d’assainissement et de contrôle des infections. Cela est crucial pour prévenir la propagation des infections nosocomiales et assurer la sécurité des patients et du personnel médical. Un cadre soigné et hygiénique contribue aussi à la confiance des patients et améliore la qualité de vie au travail pour le personnel soignant.

## Accessibilité et gratuité des soins
Depuis l’application d’un décret sur la gratuité totale des soins, entre 60 et 70 civils peuvent bénéficier gratuitement des soins depuis leur admission jusqu’à leur sortie, illustrant ainsi une mission de santé publique élargie.

## Organisation et gestion
L’hôpital est dirigé par un colonel-major médecin, qui veille à la bonne utilisation des ressources et à l’amélioration continue du plateau technique. Le personnel médical et paramédical s’engage à optimiser les résultats sanitaires en mettant à profit les équipements récents et en s’adaptant aux évolutions de la médecine militaire et civile.